# شب باید سقوط کند (فیلم ۱۹۳۷)
شب باید سقوط کند (به انگلیسی: Night Must Fall) فیلمیست محصول سال ۱۹۳۷ که از نمایشی با همین عنوان، نوشته املین ویلیامز، اقتباس شده است. کار اقتباس این فیلم بر دوش جان فن دروتن بوده و ریچارد تورپ آن را کارگردانی کرده است. ستارگان این فیلم رابرت مونتگومری، روسالیند راسل و می ویتی هستند. ویتی نقشش را در نمایش این اثر نیز، در لندن و نیویورک، بازی کرده است. این فیلم نظر منتقدان را به خود جلب کرد و توانست از دیدگاه هیئت ملی بازبینی فیلم به عنوان بهترین فیلم سال انتخاب شود.
مونتگومری نامزد بهترین بازیگر مرد و ویتی نامزد بهترین بازیگر نقش مکمل زن در جوایز اسکار شدند.
بازسازی دیگری ازین فیلم در سال ۱۹۶۴ انجام شد که آلبرت فینی در آن به ایفای نقش پرداخت.

## بازیگران
- رابرت مونتگومری
- روسالیند راسل
- می ویتی
- برل مرسر
- ای.ای. کلایو
- ایلی مالیون
- کتلین هریسون
- متیو بولتون